# Vyhnatová
Vyhnatová je třetí nejvyšší vrch Kremnických vrchů o nadmořské výšce 1283 m. Lesnatý vrch leží v jejich hlavním hřebeni. Od jižně ležící Skalky ji odděluje Sedlo Tunel (1150 m) a od severně situovaného Podokna (1178 m) Kordícke sedlo (1117 m).
Vrcholem prochází  značená turistická magistrála Cesta hrdinů SNP.

## Přístup
- po  značce z Kordíckého sedla (1117 m) nebo Sedla Tunel (1150 m) v hlavním hřebeni
- po  značce z obce Kordíky a Kordícke sedlo
- po  značce z obce Tajov přes rozcestí Tichá a Sedlo Tunel
- po  značce z Horního Turčeka a Sedlo Tunel (1150 m)